# Ácido oxaloacético
El ácido oxalacético o su forma ionizada, el oxalacetato, es un importante metabolito intermediario en múltiples rutas metabólicas, entre ellas el ciclo de Krebs (ciclo del ácido cítrico o ciclo de los ácidos tricarboxílicos), la gluconeogénesis, el ciclo de la urea, la síntesis de aminoácidos, la biosíntesis de ácidos grasos, el ciclo del glioxilato, y la fotosíntesis C-4.

## Síntesis
Se puede sintetizar por dos reacciones anapleróticas.
1. Al pasar el piruvato a oxalacetato por carboxilación.
2. Al pasar el aspartato a oxalacetato por transaminación.

## Enoles
El ácido oxaloacético atraviesa sucesivas desprotonaciones para dar el dianión:
HO2CC(O)CH2CO2H   {\displaystyle {\overrightarrow {\leftarrow }}} −O2CC(O)CH2CO2H  +  H+  pKa = 2.22
−O2CC(O)CH2CO2H   {\displaystyle {\overrightarrow {\leftarrow }}} −O2CC(O)CH2CO2−  +  H+,  pKa = 3.89
A un pH alto (alcalino), el protón enolizable se ioniza:
−O2CC(O)CH2CO2− {\displaystyle {\overrightarrow {\leftarrow }}} −O2CC(O−)CHCO2−  +  H+,  pKa = 13.03
Las formas enólicas del ácido oxaloacético son particularmente estables, tanto es así que los dos tautómeros tienen diferentes puntos de fusión (152 °C para la forma cis y 184 °C para la forma trans).

## Biosíntesis
El oxaloacetato se forma de distintas maneras en la naturaleza. Una de las rutas principales de síntesis es la oxidación de  L-malato, catalizado por el enzima malato deshidrogenasa, en el ciclo de Krebs. El malato es también oxidado por el succinato deshidrogenasa en una reacción lenta con el enol-oxalacetato como producto de partida. 

Una segunda vía de síntesis consiste en la transaminación o deaminación de aspartato.
Otra vía de síntesis procede de la condensación de piruvato con ácido carbónico, con hidrólisis de ATP:
CH3C(O)CO2− + HCO3−  +  ATP   →   −O2CCH2C(O)CO2−  +  ADP  +  Pi
Esto ocurre en el mesófilo de las hojas de las plantas, este proceso se transforma en fosfoenolpiruvato, catalizado por el enzima piruvato carboxilasa.  